# Radenka
Radenka (cyr. Раденка) – wieś w Serbii, w okręgu braniczewskim, w gminie Kučevo. W 2011 roku liczyła 609 mieszkańców.